# Italia en los Juegos Olímpicos de Tokio 1964
Italia estuvo representada en los Juegos Olímpicos de Tokio 1964 por un total de 168 deportistas que compitieron en 18 deportes.  
El portador de la bandera en la ceremonia de apertura fue el esgrimidor Giuseppe Delfino.

## Medallistas
El equipo olímpico italiano obtuvo las siguientes medallas:
| Nombre                                                                                                   | Deporte            | Competición                |
| --- | ------------------ | -------------------------- |
| Oro |                    |                            |
| Abdon Pamich                                                                                             | Atletismo          | 50 km marcha M             |
| Fernando Atzori                                                                                          | Boxeo              | Mosca (51 kg) M            |
| Cosimo Pinto                                                                                             | Boxeo              | Semipesado (81 kg) M       |
| Giovanni Pettenella                                                                                      | Ciclismo en pista  | Scratch M                  |
| Sergio Bianchetto Angelo Damiano                                                                         | Ciclismo en pista  | Tándem M                   |
| Mario Zanin                                                                                              | Ciclismo en ruta   | Ruta ind. M                |
| Franco Menichelli                                                                                        | Gimnasia artística | Suelo M                    |
| Mauro Checcoli (Surbean)                                                                                 | Hípica             | Concurso completo ind.     |
| Mauro Checcoli (Surbean) Paolo Angioni (King) Giuseppe Ravano (Royal Love) Alessandro Argenton (Scottie) | Hípica             | Concurso completo por eqs. |
| Ennio Mattarelli                                                                                         | Tiro               | Foso M                     |
| Plata |                    |                            |
| Sergio Bianchetto                                                                                        | Ciclismo en pista  | Scratch M                  |
| Giovanni Pettenella                                                                                      | Ciclismo en pista  | Velocidad ind. M           |
| Giorgio Ursi                                                                                             | Ciclismo en pista  | Persecución ind. M         |
| Cencio Mantovani Carlo Rancati Luigi Roncaglia Franco Testa                                              | Ciclismo en pista  | Persecución por eqs. M     |
| Severino Andreoli Luciano Dalla Bona Pietro Guerra Ferruccio Manza                                       | Ciclismo en ruta   | Ruta por eqs. M            |
| Giovanni Battista Breda Giuseppe Delfino Gianfranco Paolucci Alberto Pellegrino Gianluigi Saccaro        | Esgrima            | Espada por eqs. M          |
| Giampaolo Calanchini Wladimiro Calarese Pierluigi Chicca Mario Ravagnan Cesare Salvadori                 | Esgrima            | Sable por eqs. M           |
| Franco Menichelli                                                                                        | Gimnasia artística | Anillas M                  |
| Renato Bosatta Franco De Pedrina Giuseppe Galante Giovanni Spinola Emilio Trivini                        | Remo               | Cuatro con timonel (M4+) M |
| Klaus Dibiasi                                                                                            | Saltos             | Plataforma 10 m M          |
| Bronce                                                                                                   |                    |                            |
| Salvatore Morale                                                                                         | Atletismo          | 400 m vallas M             |
| Silvano Bertini                                                                                          | Boxeo              | Wélter (67 kg) M           |
| Franco Valle                                                                                             | Boxeo              | Medio (75 kg) M            |
| Giuseppe Ros                                                                                             | Boxeo              | Pesado (+81 kg) M          |
| Antonella Ragno-Lonzi                                                                                    | Esgrima            | Florete ind. F             |
| Franco Menichelli                                                                                        | Gimnasia artística | Paralelas M                |
| Piero D'Inzeo (Sun Beam) Raimondo D'Inzeo (Posillipo) Graziano Mancinelli (Rockette)                     | Hípica             | Saltos por eqs.            |